# Tjanistsqali
Tjanistsqali (georgiska: ჭანისწყალი) är ett vattendrag i Georgien. Det ligger i den västra delen av landet, 250 km väster om huvudstaden Tbilisi. Tjanistsqali mynnar som högerbiflod i Chobifloden.